# チャールズ・クシュナー
チャールズ・クシュナー（Charles Kushner, 1954年5月16日 - ）は、アメリカ合衆国の不動産デベロッパーである。1985年にクシュナー・カンパニーズを創設した。
2005年に彼は違法な選挙献金、脱税、証人買収によって有罪判決を受けた。出所後は不動産の仕事に復帰した。
息子のジャレッド・クシュナーはイヴァンカ・トランプと結婚し、ドナルド・トランプ大統領の上級顧問となった。

## 生い立ちと教育
1954年5月16日にユダヤ人のホロコースト生存者のジョセフ（旧姓バーコウィッツ）) とレイ・クシュナーのあいだに生まれる。両親はポーランド生まれであり、1949年にソ連からアメリカ合衆国へと移ってきた。ホロコースト中に強制収容所で亡くなった母方の叔父にちなんで出生時はチャナン（Chanan）と名付けられた。彼はニュージャージー州エリザベスで兄のマレー・クシュナー、姉妹のエスター・クシュナーと共に育てられた:3、父は建設労働者、建設業者、不動産投資家として働いていた。クシュナーは1979年にホフストラ大学ロー・スクールを卒業した。

## キャリア
1985年に彼は父親の4000戸のニュージャージー州のアパートのポートフォリオの管理を始め、ニュージャージー州フローラムパークに本社を置くクシュナー・カンパニーズを創設してその会長となった。1999年、彼はアーンスト・アンド・ヤングのニュージャージー・アントレプレナー・オブ・ジ・イヤー賞を受賞した。当時のクシュナー・カンパニーズは1万戸を超える住宅用アパート、住宅建設事業、商業用および工業用不動産、コミュニティ・バンクを取り扱うまでに成長していた。

### 有罪判決
2004年6月30日、クシュナーは自分にその権限が無い時にパートナーシップの名の下で民主党の政治キャンペーンに寄付をしたとして連邦選挙委員会から50万8900ドルの罰金を科せられた。2005年、捜査後にニュージャージー州連邦地区検事のクリス・クリスティとの答弁取引が合意に達し、彼は18件の違法な政治献金、脱税、証人買収で有罪を認めた。証人買収罪は連邦捜査官に協力していたエスターの夫のウィリアム・シュルダーに対するクシュナーの報復行為から生じた。クシュナーは知人の売春婦を雇って義理の兄弟を誘惑させ、2人の密会を記録するように手配し、そのテープをエスターに送った。彼は2年間の収監を宣告され、アラバマ州のモンゴメリー連邦刑務所収容所で14ヶ月服役し、その後はニュージャージー州ニューアークの社会復帰訓練所に送られて刑期を終えた。2006年8月25日に彼は釈放された。
有罪判決を受けた結果、クシュナーはニュージャージー州、ニューヨーク州、ペンシルベニア州での法律家活動を禁止された。

### ニューヨーク市での不動産業
釈放後、クシュナーは事業活動をニュージャージー州からニューヨーク市に移した。2007年初頭、クシュナー・カンパニーズはマンハッタンの666フィフス・アベニューを18億ドルで買収した。クシュナー家の純資産は18億ドルと推定されている。彼は刑務所内で知り合った囚人仲間2人を雇った。
2020年にドナルド・トランプ大統領から恩赦を受けた。
2024年11月30日、トランプは駐フランス大使にクシュナーを指名すると発表した。2025年5月19日に上院本会議にて人事案が賛成多数で承認された。

## 寄付と貢献
2016年以前のクシュナーは民主党に献金していた。彼はトゥーロ大学、スターン・カレッジ・フォー・ウィメン、ラビニカル・カレッジ・オブ・アメリカ、北米ユダヤ人連合の役員である。またクシュナーはハーバード大学、スターン・カレッジ、セント・バーナバス医療センター、ユナイテッド・セレブラル・パルシーに寄付した。さらに彼は両親にちなんで名付けられているニュージャージー州 リビングストンのジョセフ・クシュナー・ヘブライ・アカデミーとレイ・クシュナー・イェシーバー高校に資金提供した。ホフストラ大学キャンパスにあるクシュナー・ホールは彼にちなんで名付けられている。エルサレムのシャーレ・ゼデック医療センターのキャンパスは彼の2000万ドルの寄付に敬意を表して「セリル・アンド・チャールズ・クシュナー・キャンパス」と名付けられた。
2015年8月、彼はドナルド・トランプの2016年大統領選挙キャンペーンを支援する政治行動委員会であるメーク・アメリカ・グレート・アゲインPACに10万ドルを寄付した。クシュナーとその妻はニュージャージー州ロングブランチのジャージー・ショア海岸にある邸宅でトランプのレセプションを主催した。